# Jan Bonnard
Św. Jean-Louis Bonnard (ur. 1 marca 1824 w Saint-Christo-en-Jarez we Francji, zm. 1 maja 1852 w Nam Định w Wietnamie) – ksiądz, misjonarz, męczennik, święty Kościoła katolickiego.
Był piątym z szóstki dzieci Gabriela Bonnard i Anny Bonnier. Jego rodzina była bardzo religijna. Już w dzieciństwie postanowił, że zostanie księdzem. Uczył się w niższym seminarium w Saint-Jodard, a następnie w wyższym seminarium w Lyonie. Wstąpił do Stowarzyszenia Misji Zagranicznych (Missions Etrangères de Paris) 11 kwietnia 1846 r. Święcenia kapłańskie przyjął 28 grudnia 1848 r. Już w lutym 1849 r. udał się na misje do Hongkongu. Następnie został wysłany do Tonkinu w północnym Wietnamie. 1 marca 1851 r. król Wietnamu wydał edykt o prześladowaniu chrześcijan. Jean Bonnard został aresztowany w marcu 1852 r. podczas wizyty w Bôi Xuyen. Próbowano skłonić go do wyrzeczenia się wiary. Został ścięty 1 maja 1852 r.
Dzień wspomnienia: 24 listopada w grupie 117 męczenników wietnamskich.
Beatyfikowany 27 maja 1900 r. przez Leona XIII. Kanonizowany przez Jana Pawła II 19 czerwca 1988 r. w grupie 117 męczenników wietnamskich.